# Interview
Pour les articles homonymes, voir Interview (homonymie) et itw.

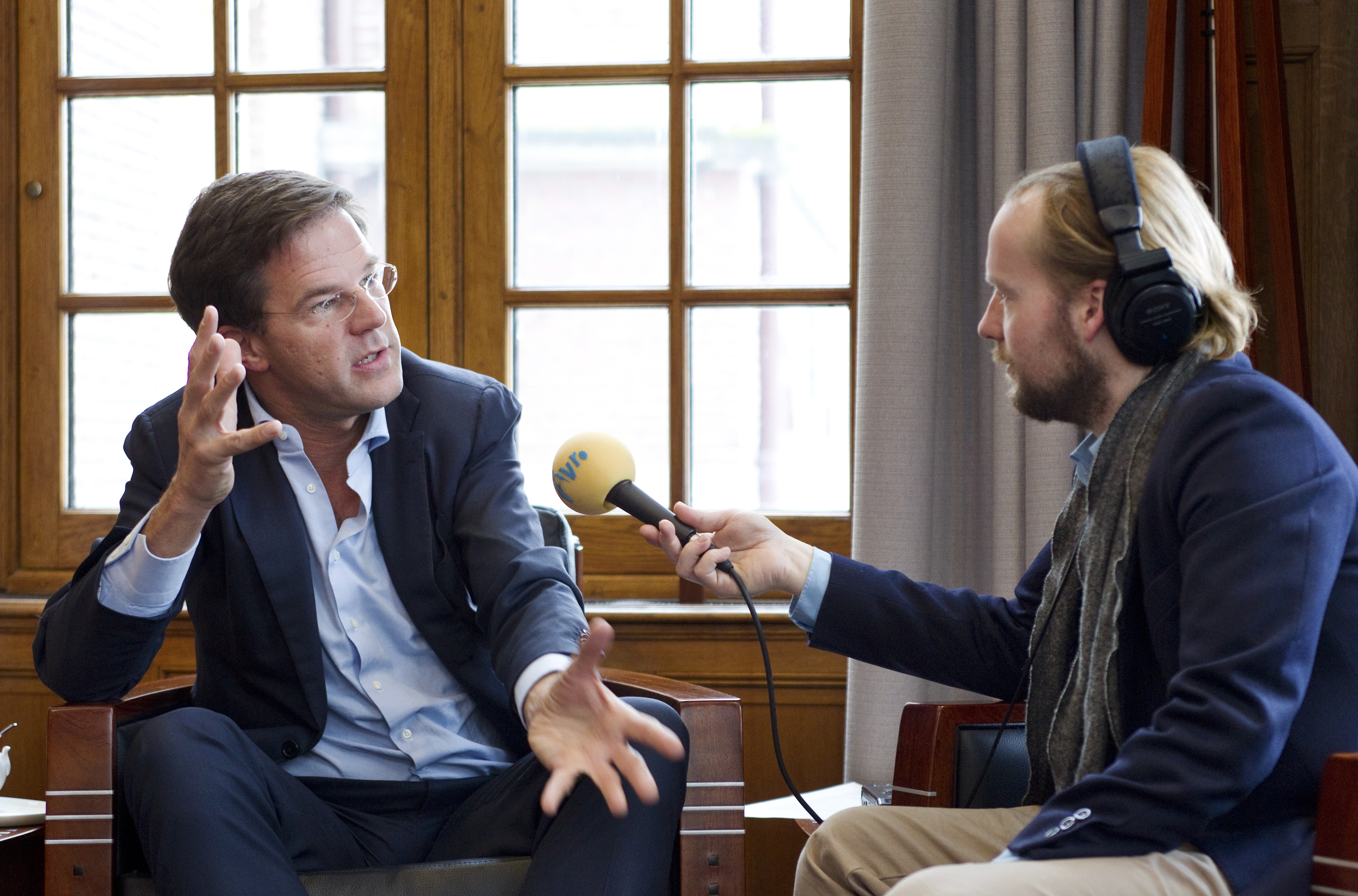
Le Premier ministre des Pays-Bas Mark Rutte interviewé par Radio 4, dans son bureau.

Une interview ou entrevue est un genre journalistique consistant en un jeu de questions et de réponses à sens unique entre deux personnes, l'« intervieweur », qui pose les questions  à l'« interviewé », qui répond. Il s'agit le plus souvent d'un entretien entre un journaliste et une personne en vue, dans le but d'une diffusion publique.
Dans certains cas, surtout à la télévision, plusieurs intervieweurs font face à un seul interviewé.

## Étymologie
Le mot anglais « interview » est inspiré du mot français « entrevue ». Vers la fin du XIXe siècle, le mot « interview » a été emprunté par le français et signifiait la même chose que « entrevue ». Il s'est par la suite spécialisé pour désigner spécifiquement un échange de questions-réponses entre un journaliste et une personne en vue. En français, il est le plus souvent considéré comme féminin et parfois masculin,,.
Au Québec, le terme que l’on utilise généralement et privilégie est « entrevue », bien qu'« interview » soit aussi accepté.

## Historique

### En France
C'est dans les vingt dernières années du XIXe siècle que la pratique de l'interview a commencé à se répandre dans la presse française, obligeant les personnalités en vue à se soumettre aux exigences ou aux questions parfois insidieuses de l'« intervieweur ».
Le plus célèbre des intervieweurs de la Belle Époque était Jules Huret, qui a publié deux enquêtes vite devenues célèbres, où il pratiquait avec tact et efficacité l'art d'accoucher les esprits de ses contemporains notables : écrivains, dans son Enquête sur l'évolution littéraire (1891) ; patrons de l'industrie et de la finance, dans son Enquête sur la question sociale (1897).
Octave Mirbeau a dénoncé les dérapages de l'interview (complaisance envers les puissants, intimidation envers les plus faibles) dans une série de saynètes, Chez l'illustre écrivain (1897), et dans l'une de ses Farces et moralités, « Interview » (1904).

### Intervieweurs célèbres
- Anne Sinclair, très regardée en France dans les années 1980 et 1990 avec son magazine politique hebdomadaire 7 sur 7.
- Thierry Ardisson, intervieweur connu sur l'espace télévisuel français pour son sens de la provocation.
- Jean-Pierre Elkabbach, pilier d'Europe 1 et de grandes émissions de télévision françaises (notamment avec Alain Duhamel). « C'est le meilleur », avait dit de lui Jean-Pierre Soisson[réf. nécessaire], ancien ministre français, député de l'Yonne.
- Nelson Monfort, chroniqueur sportif et journaliste. Certaines de ses remarques et expressions sont devenues cultes dans le public français.
- Larry King et son émission Larry King Live sur CNN, sans doute le plus célèbre des intervieweurs américains contemporains.
- La fausse interview de Fidel Castro par Patrick Poivre d'Arvor le 16 décembre 1991[5].

## Distinctions
En France, la Société civile des auteurs multimédia (SCAM) et un jury décernent chaque année depuis 2007 le prix Philippe-Caloni, destiné à « un(e) journaliste ayant fait preuve de talent et d’éclectisme, en particulier dans l’exercice de l’interview ou de l’entretien. »